# Taishan (Nowe Tajpej)
Taishan (chiń. upr. 泰山区; chiń. trad. 泰山區; pinyin Tàishān qū; Wade-Giles T’ai-shan ch’ü; pe̍h-ōe-jī Thài-san-khu) – dzielnica (chiń. 區, qū) miasta wydzielonego Nowe Tajpej na Tajwanie. Znajduje się w zachodniej części miasta.
23 czerwca 2009 komitet przy Ministrze Spraw Wewnętrznych Republiki Chińskiej zarekomendował przekształcenie dotychczasowego powiatu Tajpej (chiń. trad. 臺北縣; pinyin Taibei xiàn) w miasto wydzielone; wszystkie gminy wiejskie (chiń. 鄉, xiāng), jak Taishan, gminy miejskie i miasta wchodzące w skład powiatu zostały przekształcone w dzielnice (chiń. 區, qū). Ustawa weszła w życie 25 grudnia 2010 roku.
Populacja dzielnicy Taishan w 2016 roku liczyła 78 817 mieszkańców – 39 639 kobiet i 39 178 mężczyzn. Liczba gospodarstw domowych wynosiła 28 230, co oznacza, że w jednym gospodarstwie zamieszkiwało średnio 2,79 osób.

## Demografia (2010–2016)
| Rok  | Liczba ludności | Gęstość zaludnienia | Kobiety | Mężczyźni | Gospodarstwa domowe |
| ---- | --------------- | ------------------- | ------- | --------- | ------------------- |
| 2010 | 76 470          | 3991                | 38 023  | 38 447    | 26 141              |
| 2011 | 77 057          | 4021                | 38 413  | 38 644    | 26 554              |
| 2012 | 77 617          | 4050                | 38 833  | 38 784    | 26 968              |
| 2013 | 77 939          | 4067                | 39 060  | 38 879    | 27 275              |
| 2014 | 78 370          | 4090                | 39 338  | 39 032    | 27 668              |
| 2015 | 78 707          | 4107                | 39 555  | 39 152    | 27 996              |
| 2016 | 78 817          | 4113                | 39 639  | 39 178    | 28 230              |